# Ljudmil Hadžisotirov
Ljudmil Hadžisotirov, detto Udo (in bulgaro Людмил Хаджисотиров?; Sofia, 13 novembre 1980), è un ex cestista e allenatore di pallacanestro bulgaro.

## Palmarès

### Allenatore
- Coppa di Bulgaria: 3

Rilski Sportist: 2018, 2021, 2022
- Supercoppa di Bulgaria: 2

Rilski Sportist: 2021, 2022